# نادين ستروسن

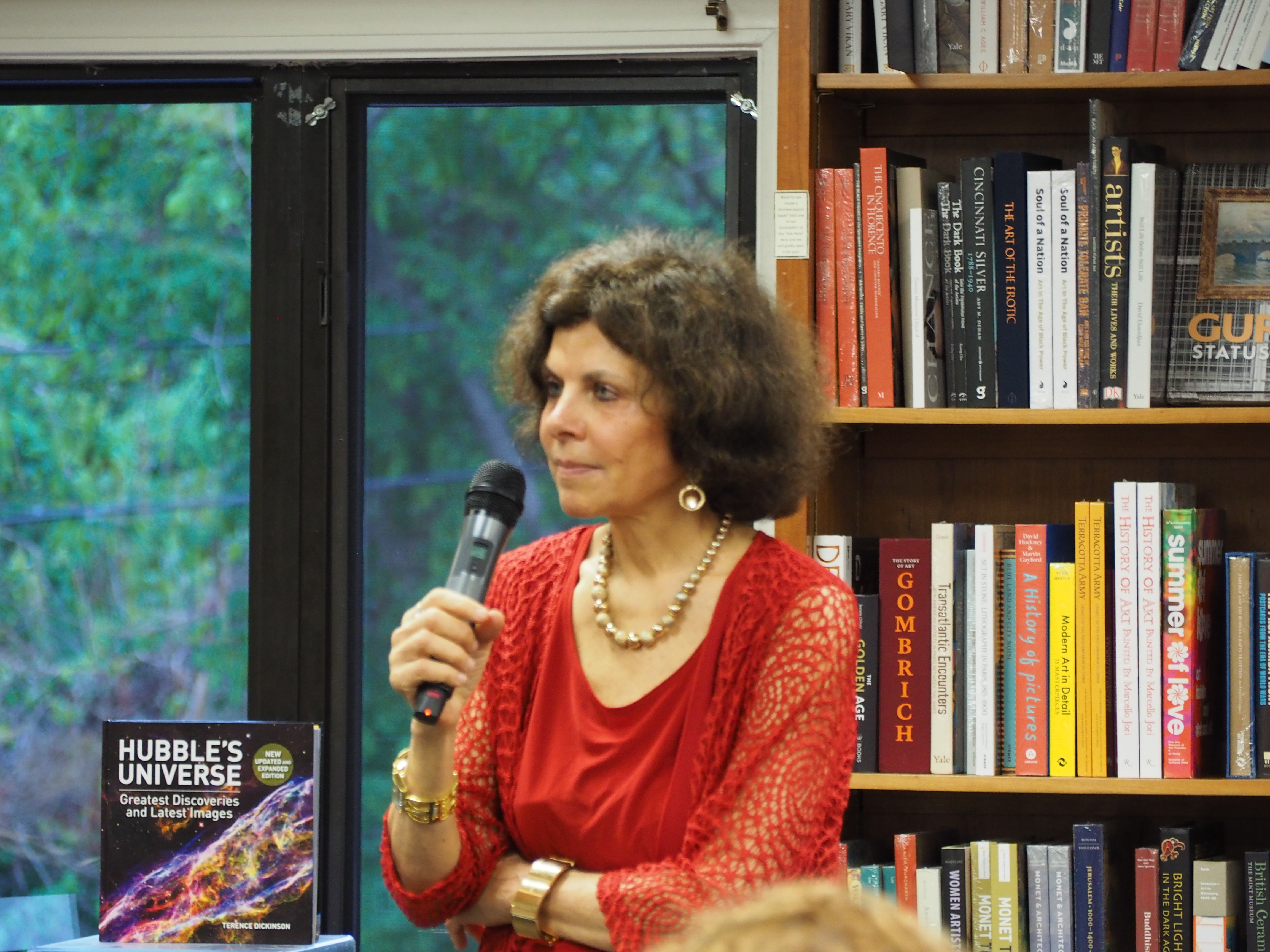

نادين ستروسن (بالإنجليزية: Nadine Strossen)‏ (وُلدت في 18 أغسطس / آب عام 1950) كانت رئيسة الاتحاد الأمريكي للحريات المدنية (ACLU) منذ شباط / فبراير عام 1991 إلى تشرين الأول / أكتوبر من عام 2008. وكانت أول امرأة وأصغر شخص يقود الاتحاد الأمريكي للحريات المدنية. وهي أستاذة في كلية الحقوق في جامعة نيويورك، عملت ستروسن في مجلس العلاقات الخارجية، وتم تصنيفها كواحدة من أكثر قادة الأعمال أو النساء أو المحاميات تأثيرًا بحسب مجلة القانون الدولي ومجلة فانيتي فير.

## بداية حياتها
ولدت ستروسن في مدينة جيرسي في ولاية نيو جيرسي. وقد ذكرت أن تجارب عائلتها كانت مصدر إلهام بالنسبة لها لممارسة مهنة الحريات المدنية. وقالت في مقابلة: «كان والدي أحد الناجين من الهولوكوست وكان والد أمي من المتظاهرين أثناء الحرب العالمية الأولى عندما جاء إلى هذا البلد كمهاجر وكان مصرا على عدم ذهابه إلى الحرب. كانت تهمته معارضة الخدمة العسكرية وحُكم عليه بشكل رسمي بالوقوف أمام محكمة مقاطعة هدسون في نيو جيرسي حتى يتمكن المارة من البصق عليه.»  نالت ستروسن شهادة جامعية من كلية هارفارد في عام 1972، وشهادة الدكتوراه من كلية الحقوق في جامعة هارفارد في عام 1975 بتقدير جيد. عملت في كلية الحقوق كمحررة لمجلة هارفارد للقانون.

## الحياة المهنية
مارست ستروسن المحاماة في مقاطعة منيابولس ومدينة نيويورك لمدة تسع سنوات قبل أن تصبح أستاذة للقانون في كلية الحقوق في نيويورك عام 1988.
أصبحت ستروسن في شباط / فبراير عام 1991 رئيسة اتحاد الحريات المدنية الأمريكي خلفا لنورمان دورسن. ألقت ستروسن أكثر من 200 محاضرة كل عام وقدمت تعليقات عامة على قضايا الحريات المدنية في وسائل الإعلام الوطنية. ظهرت في كل برنامج إخباري رئيسي تقريبًا وحصلت على العديد من الجوائز والأوسمة. أعلنت في أيار / مايو من عام 2008 استقالتها. اختار اتحاد الحريات المدنية الأمريكي في 18 أكتوبر / تشرين الأول عام 2008 سوزان هيرمان أستاذة القانون الدستوري في كلية الحقوق في بروكلين في نيويورك لتحل محلها.
ستروسن عضو نشط في المنظمة الوطنية لإصلاح قوانين الماريوانا (NORML) وهي منظمة تحث على إزالة تجريم تدخين الماريوانا. وهي أيضًا عضو في المجلس الاستشاري للرابطة الوطنية لحقوق الشباب وعضو مؤسس في الحركة النسائية لحرية التعبير.
ظهرت في عام 2000 في البرنامج الوثائقي (صور قذرة). وقدمت في أكتوبر / تشرين الأول عام 2001 أول دور مسرحي لها كضيف في مسرحية لإيف إينسلر حائزة على جائزة (مناجاة النساء) في المسرح الوطني في العاصمة واشنطن.

## حياتها الشخصية
تزوجت ستروسن من إيلي نوم، وهو أستاذ بكلية الدراسات العليا لإدارة الأعمال بجامعة كولومبيا.

## منشوراتها
- 1995: الدفاع عن الإباحية: حرية التعبير وممارسة الجنس والدفاع عن حقوق المرأة (الرقم الدولي المعياري للكتاب: 0-8147-8149-7)
- 1996: حديث عن العرق، حديث عن الجنس: خطاب الكراهية، الحقوق والحريات المدنية (الرقم الدولي المعياري للكتاب: 0-8147-3090-6)
- 2018: الكراهية: لماذا يجب أن نقاومها بحرية التعبير وليس الرقابة (الرقم الدولي المعياري للكتاب: 0-1908-5912-1)

## الإنجازات والتكريمات
- أول امرأة ترأس أكبر وأقدم منظمة للحريات المدنية في البلاد وهي اتحاد الحريات المدنية الأمريكي. عندما استقالت من منصب رئيسة اتحاد الحريات المدنية الأمريكي في عام 2008، شارك ثلاثة من قضاة المحكمة العليا في مأدبة غداء الوداع لها (روث بادر جينسبيرج، أنتونين سكاليا، وديفيد سوتر).
- وقد حظي كتابها لعام 2018، «الكراهية: لماذا يجب أن نقاومها بحرية التعبير وليس الرقابة»، بثناء واسع من الخبراء المتنوعين أيديولوجيًا، بما فيهم بروفسور هارفارد كورنيل ويست وأستاذ جامعة برينستون روبرت جورج. وتم اختيار الكتاب من قبل جامعة واشنطن عام 2019 لبرنامجها للقراءة المشتركة. وقد صنفت صحيفة نيويورك تايمز كتابها السابق بعنوان «الدفاع عن الإباحية: حرية التعبير وممارسة الجنس والدفاع عن حقوق المرأة» باعتباره «كتابًا مميزًا» في عام 1995.
- في حفلة تخرج كلية نيويورك للقانون للعام 2019، حققت ستروسن تميزًا فريدًا بفوزها بجائزة التعليم المتميز وجائزة أفضل كتاب.
- في عام 2017، منحت نقابة المحامين الأمريكية البروفيسورة ستروسن جائزة.مارغريت برنت لإنجازات المحاميات، والتي «تحتفل بإنجازات المحاميات اللاتي تميزن في مجالهن ومهدن طريق النجاح لمحاميات أخريات».
- اختارت مجلة القانون الوطني البروفيسورة ستروسن كواحدةً من «أكثر 100 محامية تأثيرًا في أمريكا».
- شملتها مجلة فانتي فير قائمة «أكثر 200 امرأة تأثيرًا في أمريكا».
- صنّفتها مجلة ليديز هوم من بين «أهم 100 امرأة في أمريكا».
- أدرجتها مجلة المرأة العاملة ضمن قائمة «350 امرأة غيرن العالم».
- شملتها مجلة أبسايد داون في «الـ100 النخبة: 100 تنفيذيين يقودون الثورة الرقمية».
- في عام 2005، تم تكريمها من قبل كلية الحقوق بجامعة تولسا.
- قدمت البروفيسورة ستروسن الآلاف من العروض العامة أمام جماهير منوعة، بما في ذلك في أكثر من 500 حرم جامعي وفي العديد من البلدان الأجنبية. لقد علقت مرارًا وتكرارًا على القضايا القانونية في وسائل الإعلام الوطنية، حيث ظهرت في كل برنامج إخباري وطني تقريبًا. عملت كاتبة عمود شهري في منشورين عبر الإنترنت ومعلقة أسبوعية على شبكة راديو أمريكا.
- في أكتوبر من عام 2001، ظهرت لأول مرة في المسرح الاحترافي بصفتها النجمة الضيفة في مسرحية «مونولوج المهبل» الحائزة على جائزة ايف اينسلر خلال جولة استمرت أسبوعًا في المسرح الوطني في واشنطن العاصمة.
- كتابات البروفيسورة ستروسن تم نشرها في العديد من المنشورات العلمية والعامة (أكثر من 300 عمل منشور).
- كتابها الذي شاركت في تأليفه، «حديث عن العرق، حديث عن الجنس: خطاب الكراهية، الحقوق والحريات المدنية» كُتب عنه بأنه «كتاب بارز» من قبل مركز غوستافوس مايرز لدراسة حقوق الإنسان في أمريكا الشمالية.
- في عام 1986، أصبحت البروفيسورة ستروسن إحدى أول ثلاثة نساء يحصلن على جائزة يو. أس. جايسيس تين لأكثر الأمريكيين الشباب تميزًا.
- كانت أيضًأ أول امرأة أمريكية تفوز بجائزة يو. أس. جايسيس تين للأشخاص المتميزين في العالم.
- حصلت على الدكتوراه الفخرية في القانون من جامعة رود آيلاند وجامعة فيرمونت وكلية سان جواكين للقانون وكلية روكي ماونتن وكلية ماساتشوستس للقانون وكلية ماونت هوليوك.
- ومن بين الجوائز الأخرى «جائزة أعلى وأكثر» للتعليم من مجلة «سيتي آند ستيت»، «الاحتفال بـ 25 من النساء الأروع في نيويورك»؛ جائزة الرابطة الوطنية للطب الشرعي للإنجاز مدى الحياة؛ جائزة معهد الإعلام لحرية التعبير؛ جائزة حرية التعبير ليست مجانية من معهد الإعلام لحرية التعبير؛ جائزة المجلس اليهودي للشؤون العامة ألبرت دي تشيرنين؛ جائزة المجلس القومي للنساء اليهوديات اللواتي جرأن، وجائزة النساء المتميزات من الرابطة النسائية لليهودية المحافظة.[9]

## روابط خارجية
- نادين ستروسن على موقع IMDb (الإنجليزية)
- نادين ستروسن على موقع إن إن دي بي (الإنجليزية)
- نادين ستروسن على موقع قاعدة بيانات الفيلم (الإنجليزية)